# Алєксєєвська сільрада (Глушковський район)
Алєксєєвська сільська рада — сільське поселення в Глушковському районі Курської області Російської Федерації.
Адміністративний центр — село Алєксєєвка.

## Історія
Статус та межі сільського поселення встановлено Законом Курської області від 21 жовтня 2004 року № 48-ЗКО «Про муніципальні утворення Курської області».

## Розташування
Межує з Новослобідською сільською територіальною громадою Конотопського району (колишнього Путивльського району) Сумської області України.

## Населення
| Чисельність населення | Чисельність населення | Чисельність населення | Чисельність населення | Чисельність населення | Чисельність населення | Чисельність населення |
| 2002                  | 2010                  | 2012                  | 2013                  | 2014                  | 2015                  | 2016                  |
| --------------------- | --------------------- | --------------------- | --------------------- | --------------------- | --------------------- | --------------------- |
| 737                   | ↘483                  | ↘467                  | ↘459                  | ↘442                  | ↘434                  | ↘424                  |
| 2017                  | 2018                  | 2019                  | 2020                  | 2021                  |                       |                       |
| ↘417                  | ↘411                  | ↘397                  | ↘392                  | ↗396                  |                       |                       |

## Склад сільського поселення
| № | Населений пункт | Тип населеного пункту        | Населення |
| - | --------------- | ---------------------------- | --------- |
| 1 | Алєксєєвка      | село, адміністративний центр | ↗396      |